# Rolighed (Østerbro)
Rolighed – nieistniejący dom z ogrodem w obecnej dzielnicy Østerbro w Kopenhadze, miejsce śmierci Hansa Christiana Andersena 4 sierpnia 1875.
Dom pełnił funkcję letniska dla rodziny Hegermann-Lindencrone, a później żydowskiej rodziny Melchiorów i kręgu ich przyjaciół.

## Historia
Dom zbudowano w latach 1790–1791 dla prawnika Sądu Najwyższego Caspara Gottloba Schmidta. Schmidt zmarł w 1795 roku w Rolighed, a majątek sprzedano agentowi Sørenowi Gyldendalowi, założycielowi Gyldendalske Boghandel, który mieszkał tutaj aż do swojej śmierci w 1802 roku. Kolejnym właścicielem była rodzina Hegermann-Lindencrone. W latach 1802–1849 gościli w swoim salonie, m.in. Adama Oehlenschlägera, Henricha Steffensa, Frederika Sibberna, Bernharda Ingemanna, czy Helmutha von Moltke. W latach 1850–1857 dom należał do kupca lnem Andreasa M. Tvermoesa. Rezydencja była wówczas parterowym, bielonym dom z mansardowym dachem.
Od lat 60. XIX wieku aż do śmierci Moryca Gersona Melchiora w 1884 roku dom był miejscem letnim spotkań rodzin Melchiorów i Henriquesów. W 1869 roku dom przebudowano, nadając mu charakterystyczny wygląd w stylu Rosenborg z wieżą, eleganckimi szczytami i przestronną werandą. W domu gościli malarze Carl Bloch i Frederik Lund. Dorothea i Moryc Melchiorowie byli przyjaciółmi Hansa Christiana Andersena. Pisarz spędził w ich towarzystwie ostatnie dziesięć lat życia. W mieszkaniu przy Højbro Plads jadał posiłki, a latem przebywał z nimi w Rolighed. Andersen zmarł w Rolighed w pokoju z widokiem na zatokę na pierwszym piętrze 4 sierpnia 1875 roku.
Rolighed został zburzony w 1898 roku, a w 1900 roku wybudowano nowy budynek mieszkalny.

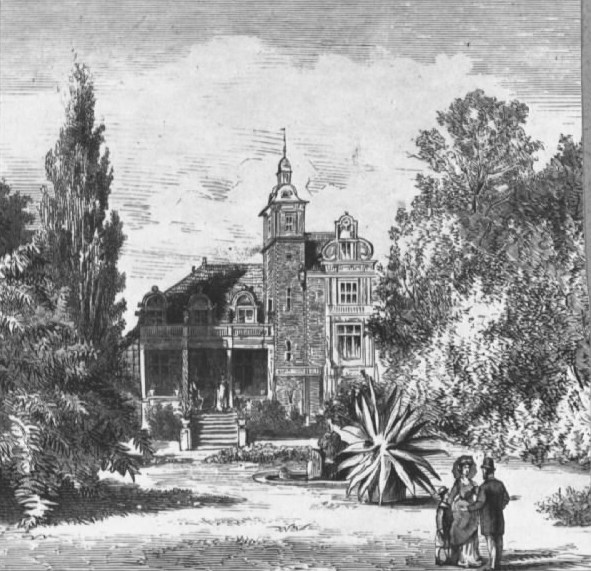
Rolighed, lata 70. XIX wieku
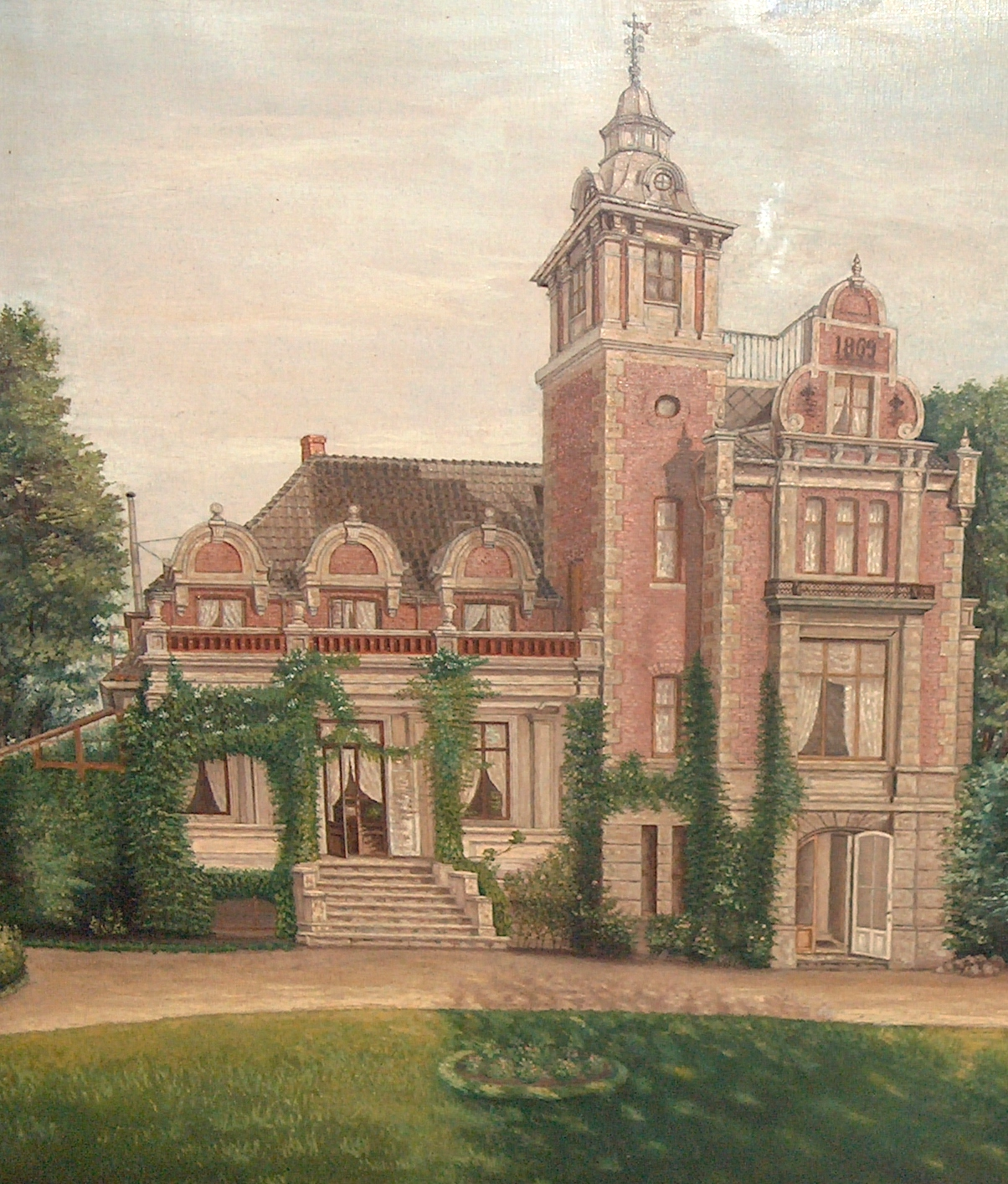
Rolighed po 1869
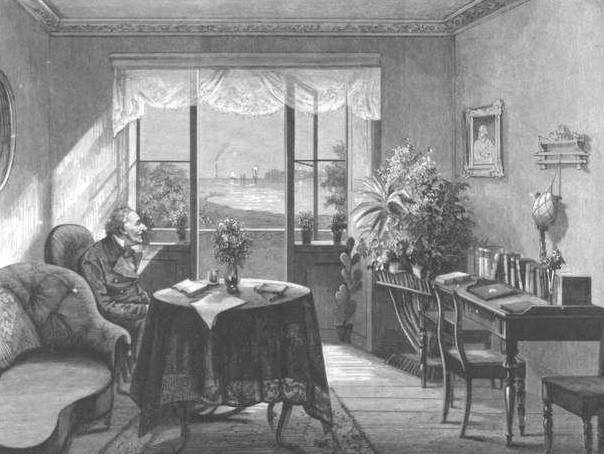
Pokój Andersena
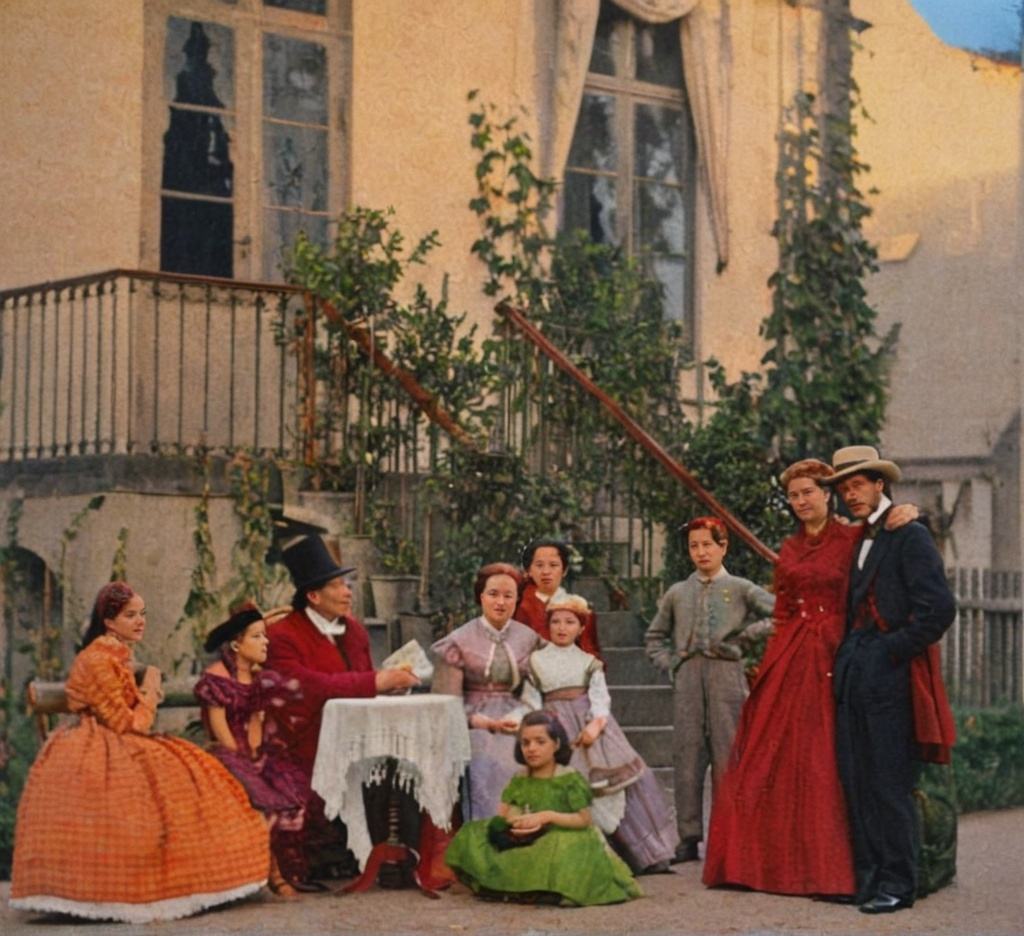
Melchiorowie z Andersenem w 1867